# Wanna One
Wanna One (워너원) byla k-popová skupina z Jižní Koreje založená společností CJ E&M.

## Členové
- Jun Či-song
- Ha Song-un
- Hwang Min-hjon
- Ong Song-u
- Kim Če-hwan
- Kang Daniel
- Pak Či-hun
- Pak U-džin
- Pe Čin-jong
- I Te-hwi
- Laj Kuan-lin

## Diskografie

### Studiová alba
- 1¹¹=1 (Power of Destiny) (2018)

### EP
- 1×1=1 (To Be One) (2017)
- 0+1=1 (I Promise You) (2018)
- 1÷x=1 (Undivided) (2018)